# 斯波爾丁 (喬治亞州)
斯波爾丁（英語：Spalding）是位於美國喬治亞州梅肯縣的一個非建制地區。該地的面積和人口皆未知。

## 地理
斯波爾丁的座標為32°17′36″N 83°59′52″W / 32.29333°N 83.99778°W，而該地的平均海拔高度為117米（即384英尺）。